# USS Langley (CV-1)
O USS Langley (CV-1) foi o primeiro navio porta-aviões da Marinha dos Estados Unidos. O navio aeródromo foi uma conversão do navio carvoeiro USS Jupiter (AC-3) feita em 1920. Foi afundado, durante a Segunda Guerra Mundial, em conseqüência de um ataque aéreo japonês, em 1942.

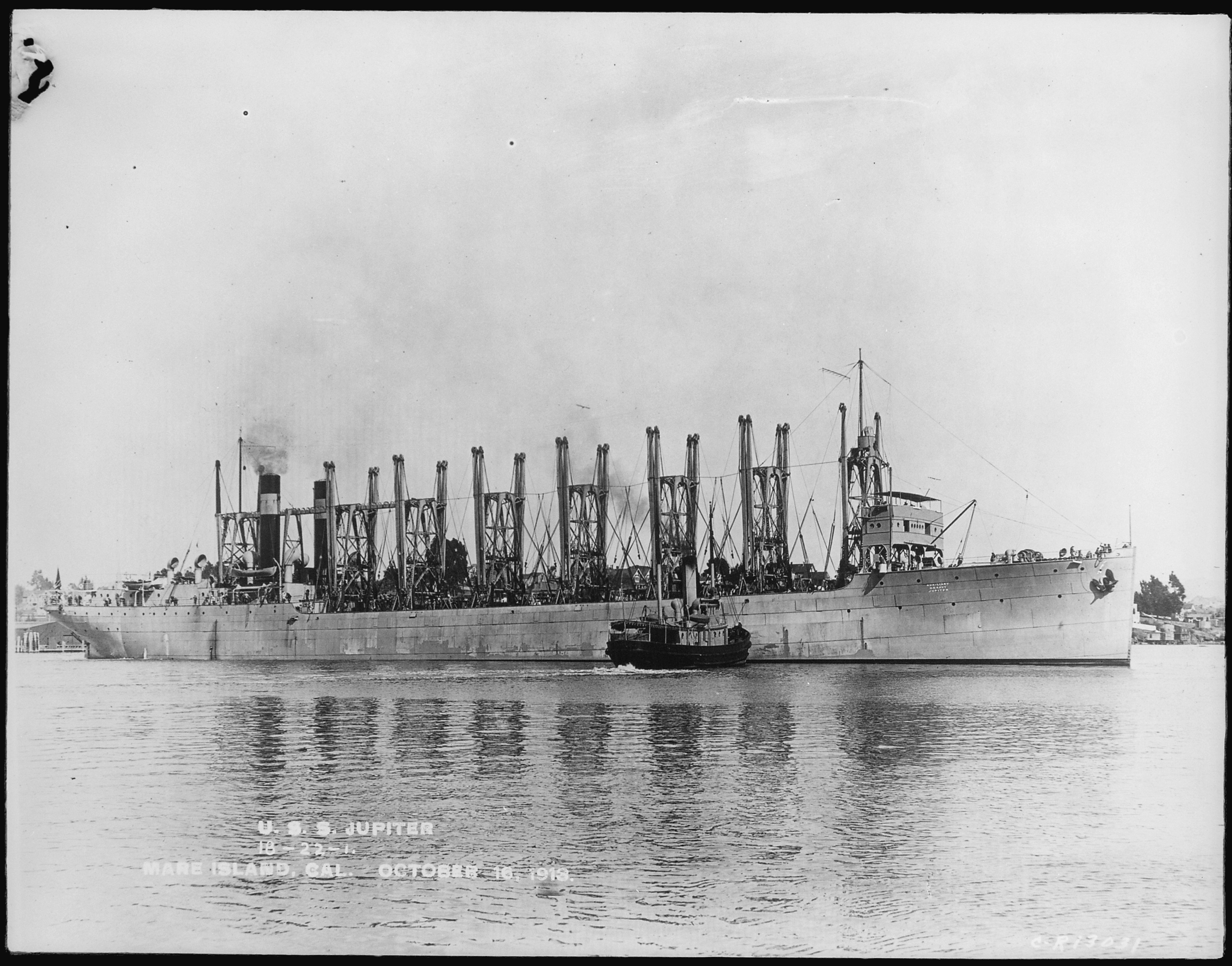
USS Jupiter em 16 de outubro de 1913 antes da conversão para porta-aviões.
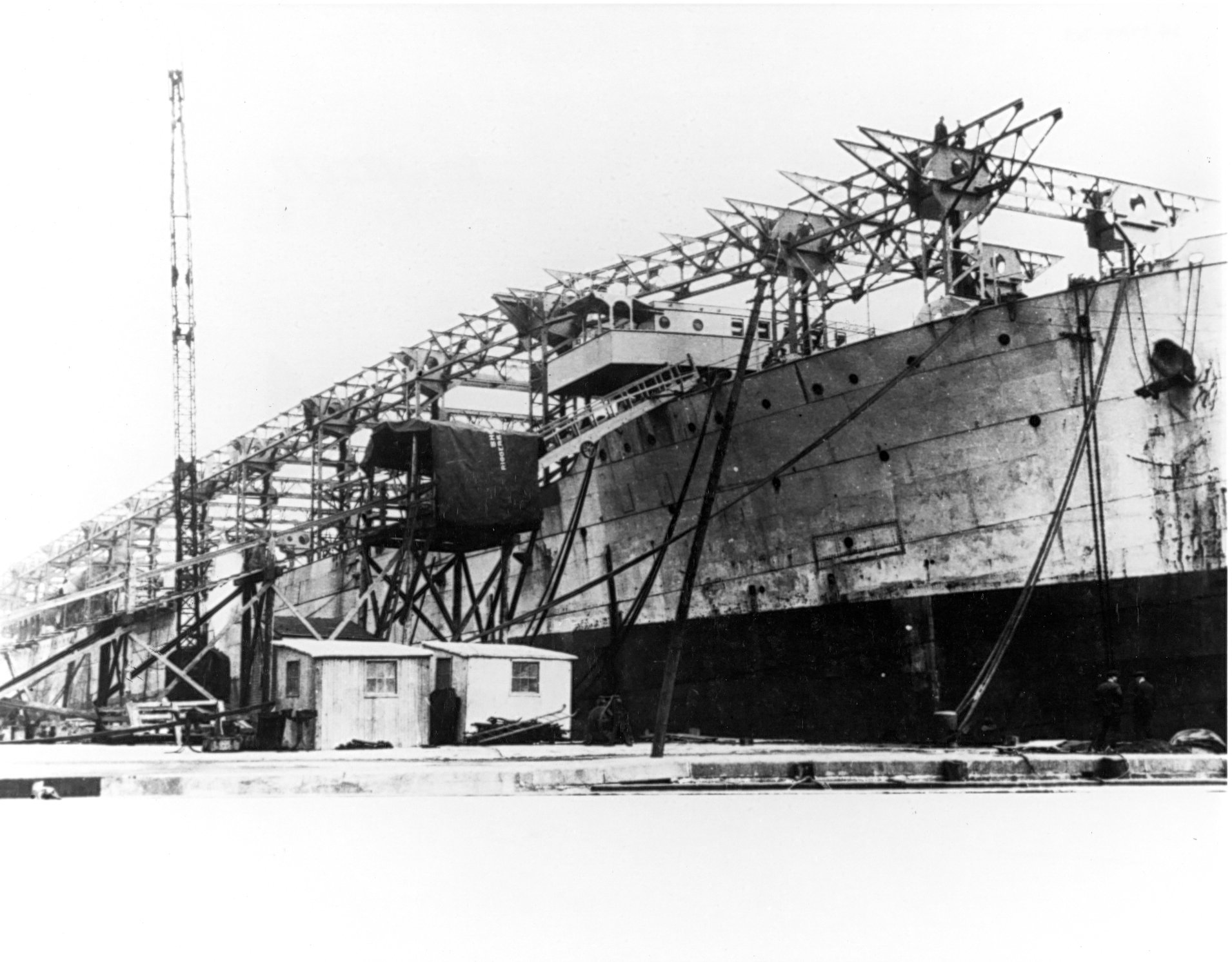
USS Jupiter sendo convertido em USS Langley (CV-1) no estaleiro de Norfolk em maio de 1921.
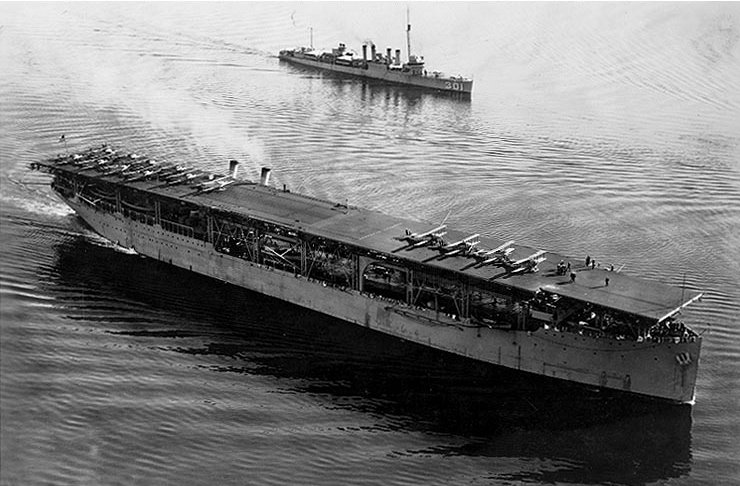
"USS Langley (CV-1)" a caminho de San Diego, California, com aviões modelo "Vought VE-7" na pista de pouso. O "USS Somers (DD-301)" viaja ao lado como escolta - 1928

## Prêmios e condecorações
| Como USS Jupiter |             |
|                  | Bronze star |

| Medalha do Serviço Mexicano | World War I Victory Medal como "Transporte" |

| Como USS Langley |
| Bronze star      |

| Medalha do Serviço de Defesa Americano como "Esquadra" | Asiatic-Pacific Campaign Medal | World War II Victory Medal |